# Myrina derpiha
Myrina derpiha är en fjärilsart som beskrevs av William Chapman Hewitson 1878. Myrina derpiha ingår i släktet Myrina och familjen juvelvingar. Inga underarter finns listade i Catalogue of Life.